# Chedra mimica
Chedra mimica là một loài bướm đêm thuộc họ Batrachedridae. It is described from Oahu và Hawaii, but is possibly an immigrant.
Sải cánh dài 6.5–12 mm. It is mostly straw-colored flecked hoặc marked with brown và fuscous.
Ấu trùng ăn các loài Eragrostis. They bore in the stems và flower heads of their host plant.